# Linia kolejowa Schwebda – Wartha
Linia kolejowa Schwebda – Wartha – dawna lokalna linia kolejowa w Niemczech, w kraju związkowym Turyngia i Hesja. Biegła z miejscowości Schwebda przez Treffurt do dworca Wartha w Eisenach.